# Kantonale Volksabstimmung «Sanierung und Erweiterung des kantonalen Spitals in Sursee»
Die Kantonale Volksabstimmung «Sanierung und Erweiterung des kantonalen Spitals in Sursee» war eine Volksabstimmung im Schweizer Kanton Luzern, die am 8. Februar 2004 stattfand. Inhalt der Abstimmung war die Sanierung und Erweiterung des kantonalen Spitals in Sursee.

## Hintergründe und Inhalt
Das seit 1999 als Teil des Kantonalen Spitals Sursee-Wolhusen (KSSW) bestehende Spital Sursee wurde zwischen 1971 und 1975 erbaut. Nach rund 30 Jahren zeichneten sich Anfang des 21. Jahrhunderts Mängel ab, darunter:
- Sanierungsbedürftige Klima- und Lüftungsanlagen in den vier Operationssälen sowie den dazugehörigen Infrastrukturräumen.
- Ebenfalls wurde in der Operationsabteilung ein Innenausbau dringend notwendig.
- In der Spitalküche müssten Maschine und Geräte, sowie haustechnische Einrichtungen ersetzt oder saniert werden, um den neuen Hygienevorschriften zu entsprechen und der Aufrechterhaltung des Verpflegungsbetriebes nicht zu gefährden.
- Zudem bereitete der Betrieb der beiden Küchen im Spital Sursee wie auch Spital Wohlhusen Mehrkosten.
- Die ambulante Versorgung entsprach durch eine Verdopplung der behandelten Patienten gegenüber 1976 nicht mehr den Anforderungen.

Zur Behebung dieser Mängel entschloss der Luzerner Grosse Rat am 9. September 2003 in einem Dekret zur Bewilligung eines Kredits von rund 28 Millionen Franken zur Sanierung und Erweiterung des kantonalen Spitals in Sursee. Rund 2/3 des Betrags sollten in die Sanierung für werterhaltende Unterhaltsmassnahmen und zur Aufrechterhaltung des Spitalbetriebs fliessen. Daneben war die Einrichtung eines Ambulatorium und die Zusammenlegung der Küchen beider KSSW-Spitäler geplant. Während im Spital Sursee weiterhin eine Produktionsküche existieren sollte, war für das Spital Wohlhusen nur noch eine Aufbereitungsküche geplant (Cook-and-Chill-Verfahren), was jährlichen Einsparungen von 400'000 bis 500'000 Franken an Personalkosten bringen sollte. 
Mit einer Ausgabenhöhe von über 25 Millionen Franken unterlag das Dekret einer obligatorischen Volksabstimmung.

### Gegenargumente
Im Grossen Rat wurden einige Gegenargumente zur Vorlage angebracht. So wehrte sich die SVP-Fraktion aufgrund der Konkurrenzierung zum Hausarzt gegen einen Ausbau des ambulanten Bereichs. Diesem Gegenargument wurde jedoch wiederum mit der Tatsache widersprochen, dass ambulante Behandlungen ohnehin nur bei einer Zuweisung durch den Hausarzt geschehen. Betreffend der Zusammenlegung der beiden Küchen wurde ein erhöhtes Transportaufkommen, zusätzlicher Verkehr im Umfeld der Spitaler und der Stellenabbau im Spital Wohlhusen beklagt. Besonders thematisiert wurde jedoch die Frage, ob die Vorlage der damalig gleichzeitig stattgefundene «Luzerner Spitalplanung» nicht vorweggreife und zunächst auf die Beschlüsse dieser abgewartet werden sollte. Da sich die Vorlage jedoch grösstenteils um die ohnehin notwendigen Sanierung handelt, sah die Mehrheit des Grossen Rates ein Abwarten zur Luzerner Spitalplanung als nicht notwendig an.

## Abstimmungsergebnis
Als einziges der damaligen fünf Luzerner Ämter sprach sie das Amt Entlebuch mit nur 34 % Befürwortern gegen das Dekret vom Regierungsrat aus. Mit einem kantonalen Durchschnitt von 71 % Ja-Stimmen bei einer Stimmbeteiligung von 48 % wurde das Dekret angenommen.
| Amt       | Stimmbeteiligung | Ja (Anzahl) | Nein (Anzahl) | Ja (Prozent) | Nein (Prozent) | Annahme |
| --------- | ---------------- | ----------- | ------------- | ------------ | -------------- | ------- |
| Entlebuch | 47,16 %          | 2'039       | 4'014         | 33,69 %      | 66,31 %        | Nein    |
| Hochdorf  | 48,03 %          | 14'312      | 4'238         | 77,15 %      | 22,85 %        | Ja      |
| Luzern    | 48,37 %          | 36'734      | 14'398        | 71,84 %      | 28,16 %        | Ja      |
| Sursee    | 48,03 %          | 15'026      | 5'264         | 74,06 %      | 25,94 %        | Ja      |
| Willisau  | 45,28 %          | 10'361      | 3'709         | 73,64 %      | 26,36 %        | Ja      |
| Total (5) | 47,77 %          | 78'472      | 31'623        | 71,28 %      | 28,72 %        | Ja      |

## Abstimmungsvorlage
Dekret

über einen Sonderkredit für die Sanierung und Erweiterung des Kantonalen Spitals Sursee-Wolhusen (KSSW) in Sursee vom 9. September 2003

Der Grosse Rat des Kantons Luzern, nach Einsicht in die Botschaft des Regierungsrates vom 3. Juni 2003, beschliesst:

1. Dem Projekt für die Sanierung und Erweiterung des Kantonalen Spitals Sursee-Wolhusen (KSSW) in Sursee wird zugestimmt.

2. Der erforderliche Kredit von 27 895 000 Franken (Preisstand 1. Oktober 2002) wird bewilligt.

3. Die Aufwendungen werden dem Konto 61.10 belastet.

4. Das Dekret unterliegt der Volksabstimmung.

Luzern, 9. September 2003

Im Namen des Grossen Rates

Der Präsident: Räto Camenisch

Der Staatsschreiber: Viktor Baumeler